# روبن گوروسپه
روبن گوروسپه (اسپانیایی: Rubén Gorospe‎؛ زادهٔ ۱ ژوئن ۱۹۶۴) دوچرخه‌سوار اهل اسپانیا است. وی در مسابقات تور دو فرانس و جیرو دیتالیا شرکت کرده است.